# Сицилія (римська провінція)
37°36′00″ пн. ш. 14°00′55″ сх. д. / 37.599958° пн. ш. 14.015378° сх. д.

Сицилія (126 рік н.е.)

Прові́нція Сици́лія / Сики́лія (лат. Provincia Sicilia, МФА: [proːˈwɪŋ.ki.a sɪˈkɪ.lʲi.a]; грец. ἐπαρχία Σικελίας, eparchía Sikelías) — римська провінція у 241 до н.е. – 440, 535 — 687 рр. Розташовувалася на островах Сицилія і Мальта, з адміністративним центром у Сиракузах . Перша провінція Римської республіки. Утворена після перемоги над Картагеном у Першій пунічній війні як проконсульська провінція. Важлива житниця Риму. Основні міста — Агрігент, Дрепан,  Катана, Кентуріпе, Лілібе, Мессана, Панормо, Тавроменій, Терми Гімери, Тіндаріс на Сицилії, а також  Мдіна і Марса на Мальті. Перестала існувати внаслідок приєднання острова до Вандальського королівства у Північній Африці (440), незадовго до падіння Західної Римської імперії (476). Згодом терени провінції перебували під владою Одоакра (476) й Італійського королівства готів (493). Повернута Східною Римською імперією (535). Перетворена візантійцями на Сицилійську тему (бл. 687), яку захопили маври (831), а звільнили — нормани (1071). Скорочено — Сицилія, або Сикилія (лат. Sicilia).

## Історія
Перша провінція Римської республіки, утворена після Першої пунічної війни з Карфагеном. Створена як територія що керується проконсулом. Центром провінції було місто Сиракузи.
Протягом наступних шести століть Сицилія була провінцією Римської республіки та Римської імперії. У ці часи Сицилія була житницею імперії, найважливішим постачальником продовольства місту Рим. Імперія не робила зусиль для романізації регіону, який залишався значною мірою грецьким.
На території Сицилії знаходилися одні з перших християнських громад. Одними з перших християнських святих були сицилійські Свята Агата з Катанії і Свята Луція з Сіракуз.
У 440 р. Сицилія перейшла до вандалів Гейзеріха. Пізніше переходить до Візантії та належить арабам з 827 до 965.

## Міста
- Агрігент (лат. Agrigentum; сучасне Агрідженто, Італія)
- Дрепан (лат. Drepanum; сучасне Трапані, Італія)
- Катана / Катина (лат. Catăna / Catĭna; сучасна Катанія, Італія)
- Кентуріпе / Центуріпе (лат. Centuripae; сучасне Чентуріпе, Італія)
- Лілібе (лат. Lilybaeum; сучасна Марсала, Італія)
- Мессана (лат. Messana; сучасна Мессіна, Італія)
- Панормо (лат. Panormo; сучасне Палермо, Італія)
- Сиракузи (лат. Syracusæ; сучасна Сиракуза, Італія) — адміністративний центр.
- Тавроменій (лат. Tauromenion / Tauromenium; сучасна Таорміна, Італія)
- Терми Гімери (лат. Thermae Himerae; сучасне Терміні-Імерезе, Італія)
- Тіндаріс (лат. Tyndaris; сучасний Тіндарі, Італія)
- Мдіна (лат. Mdina; сучасна Мдіна, Мальта)
- Марса (лат. Marsa; сучасна Марса, Мальта)

## Управителі
Згідно з працею Прага:
Голови
- 227 до н. е.: Гай Фламіній
- 227: Марк Валерій Левін
- 218: М. Емілій (Лепід)
- 217: Тит Отакілій Красс

Претори
- 216: Марк Клавдій Марцелл
- 215: Аппій Клавдій Пульхр
- 214: Публій Корнелій Лентул
- 211: К. Сульпіцій
- 211: Марк Корнелій Цетег
- 210: Луцій Цинцій Алімент
- 208: Секст Юлій Цезар
- 207: К. Мамілій (Ателл)
- 206: К. Сервілій (Гемін)
- 205: Луцій Емілій Пап

- Публій Септимій Гета (187—188)
- Септимій Север (189—190)

### Монографії, статті
- Benigno, F.; Giarrizzo, G. Storia della Sicilia: in 2 v. Roma-Bari: Laterza Editore, 1999.
- Dreher, M. La Sicilia antica. Bologna: il Mulino, 2010.
- Finley, M. Storia della Sicilia antica. Roma-Bari: Editori Laterza, 1970.
- Prag, J. Roman Magistrates in Sicily, 227-49 BC. // La Sicile de Cicéron: lecture des Verrines. Actes du colloque de Paris. Besançon: Institut des Sciences et Techniques de l'Antiquité, 2007, pp. 287-310.

### Довідники
- Manganaro, G. La provincia romana // Storia della Sicilia. vol. 2. La Sicilia antica (2 ed.). Roma: Editalia, 1997, p. 309–363.
- Momigliano, A; Woodhead, A. Sicilia // Dizionario di antichità classiche. Milano: Edizioni San Paolo, 1995.
- Sicilia // A Latin Dictionary. Oxford: Clarendon Press, 1879.
- Sicilia // Dictionnaire Illustré Latin-Français. Hachette, 1934.
- Benigni, Umberto. Sicily // The Catholic Encyclopedia. Vol. 13. New York: Robert Appleton Company, 1912.